# نيلس رودولف
نيلس رودولف (بالألمانية: Nils Rudolph)‏ هو سباح ألماني، ولد في 18 أغسطس 1965 في روستوك في ألمانيا.